# Summer Song
«Summer Song» es el segundo sencillo de 2008 de la cantante japonesa Yui. El sencillo fue lanzado el 2 de julio de 2008. Summer Song fue transmitida al cierre del último programa YUI LOCKS el 29 de mayo de 2008.

## Lista de canciones
Edición Normal
CD
1. Summer Song
2. Oh My God
3. Laugh Away: Yui Acoustic Version
4. Summer Song: Instrumental

Edición limitada
CD
1. Summer Song
2. Oh My God
3. Laugh Away: Yui Acoustic Version
4. Summer Song: Instrumental

DVD
1. Summer Song: Music Video
2. Laugh Away: Yui Acoustic Version PV
3. Summer Song + Laugh Away: Tocando las dos Versiones

La edición limitada incluye una tarjeta de YUI con un mansaje escrito por ella, un original calendario de verano a modo de tarjeta adhesiva con la imagen de YUI en el y el bonus del DVD.